# Kami-Furano

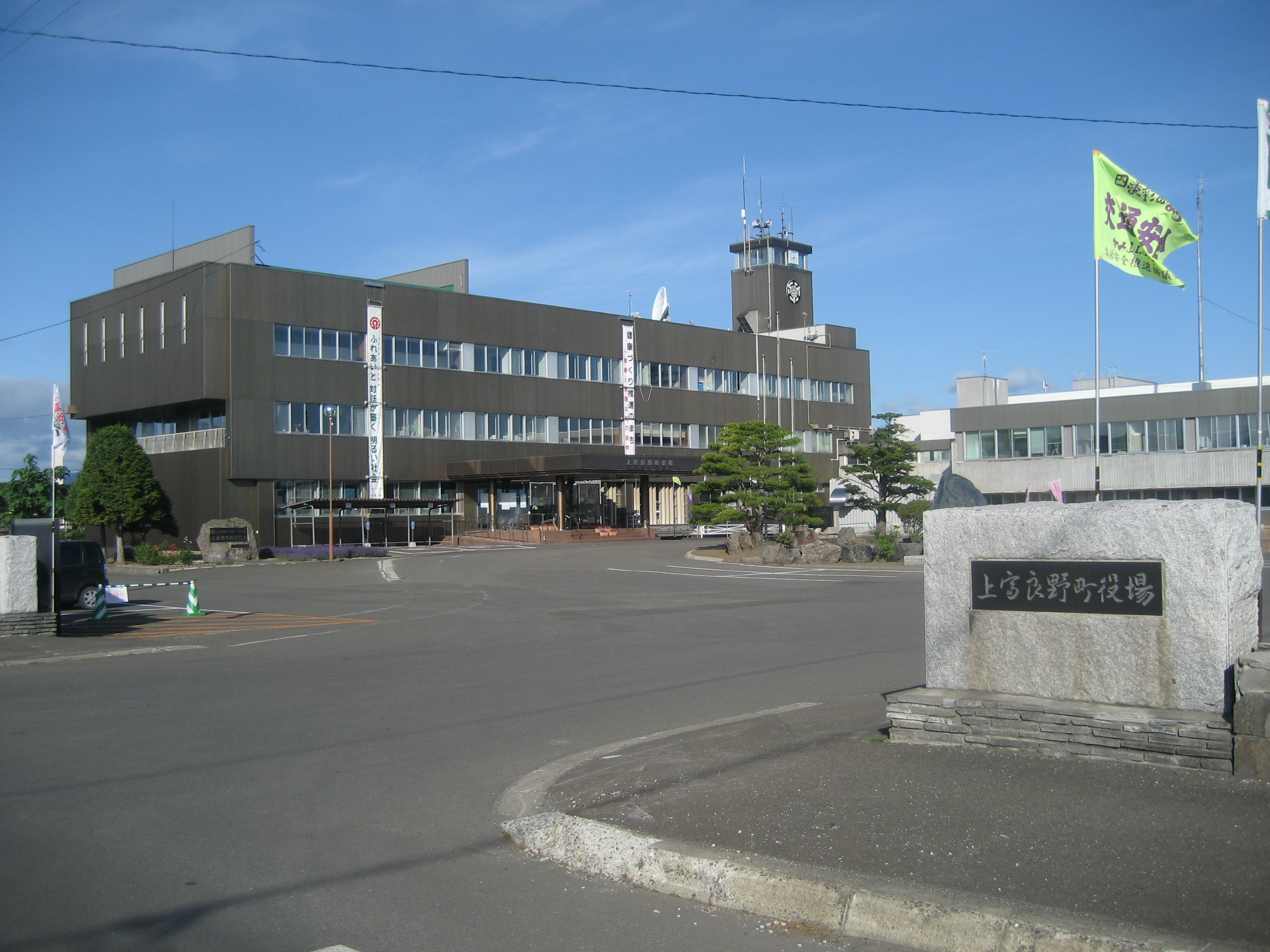
Ajuntament de Kami-Furano

Kami-Furano (上富良野町, Kami-Furano-chō), sovint romanitzat com Kamifurano, és una vila i municipi de la subprefectura de Kamikawa, a Hokkaido, Japó i pertanyent al districte de Sorachi. El nom de la vila es pot traduir al català com a "Furano de Dalt", en referència al municipi al qual pertanyia abans.

## Geografia
La vila de Kami-Furano es troba localitzada a la part sud de la subprefectura de Kamikawa, al centre geogràfic de Hokkaido. El terme municipal de Kami-Furano limita amb els de la vila de Biei del districte de Kamikawa al nord; amb la vila de Shintoku, pertanyent a la subprefectura de Tokachi, a l'est i cap al sud amb la ciutat de Furano i les viles de Naka-Furano i Minami-Furano, ambdues pertanyents al mateix districte de Sorachi.

## Història
Se sap que, al menys des del període Jōmon, la zona ha estat habitada pels ainus. L'any 1858 l'explorador Takeshirō Matsuura, qui té un monument al municipi. El 1897 arriben a la zona un grup de persones procedent de la prefectura de Mie que funden el llogaret de Kami-Furano. El poble de Furano (on es trobava l'actual Kami-Furano) s'integra en la recentment creada subprefectura de Kamikawa el 1898. L'any 1899 s'estableix un petit ajuntament provisional a Kami-Furano i s'inaugura el ferrocarril entre Biei i Furano, obrint-se l'actual estació de Kami-Furano. Amb l'escissió el 1903 de l'actual ciutat de Furano es crea el poble de Kami-Furano. L'any 1948 comença el cultiu de la lavanda, un dels trets característics de la vila i de la regió de Kamikawa. No fou fins al 1951 quan Kami-Furano va assolir la seua categoria actual de vila. L'any 1957 el municipi va oficialitzar els seus actuals símbols heràldics.

## Administració

### Alcaldes
Els alcaldes de Kami-Furano són els següents. S'inclouen els alcaldes del llogaret i del poble abans de la declaració de vila:
- Takamichi Matsushita (1899-1901)
- Hirō Miura (1901-1905)
- Yoshiyuki Waiuchi (1905-1906)
- Kōzō Kusaura (1906-1909)
- Minoru Kurumi (1909-1911)
- Nobuyuki Hanawa (1911-1919)
- Teijirō Yoshida (1919-1935)
- Hiroshi Kaneko (1935-1946)
- Katsujirō Tanaka (1947-1955)
- Takenobu Kaieda (1955-1963)
- Kuniji Murakami (1963-1963)
- Takenobu Kaieda (1963-1967)
- Kuniji Murakami (1967-1971)
- Matsuemon Wada (1971-1983)
- Yūichi Sakō (1983-1992)
- Manabu Kanno (1992-1996)
- Takao Ogishi (1996-2008)
- Tomio Mukaiyama (2008-2020)
- Shigeru Saitō (2020-present)

## Demografia
| 1920   | 1930   | 1940   | 1950   | 1960   | 1970   | 1980   |
| ------ | ------ | ------ | ------ | ------ | ------ | ------ |
| 10.697 | 10.104 | 11.335 | 13.261 | 17.101 | 15.791 | 14.441 |
| 1990   | 2000   | 2010   | 2020   | 2030   | 2040   | 2050   |
| 13.265 | 12.809 | 11.543 | 10.500 | -      | -      | -      |

## Transport

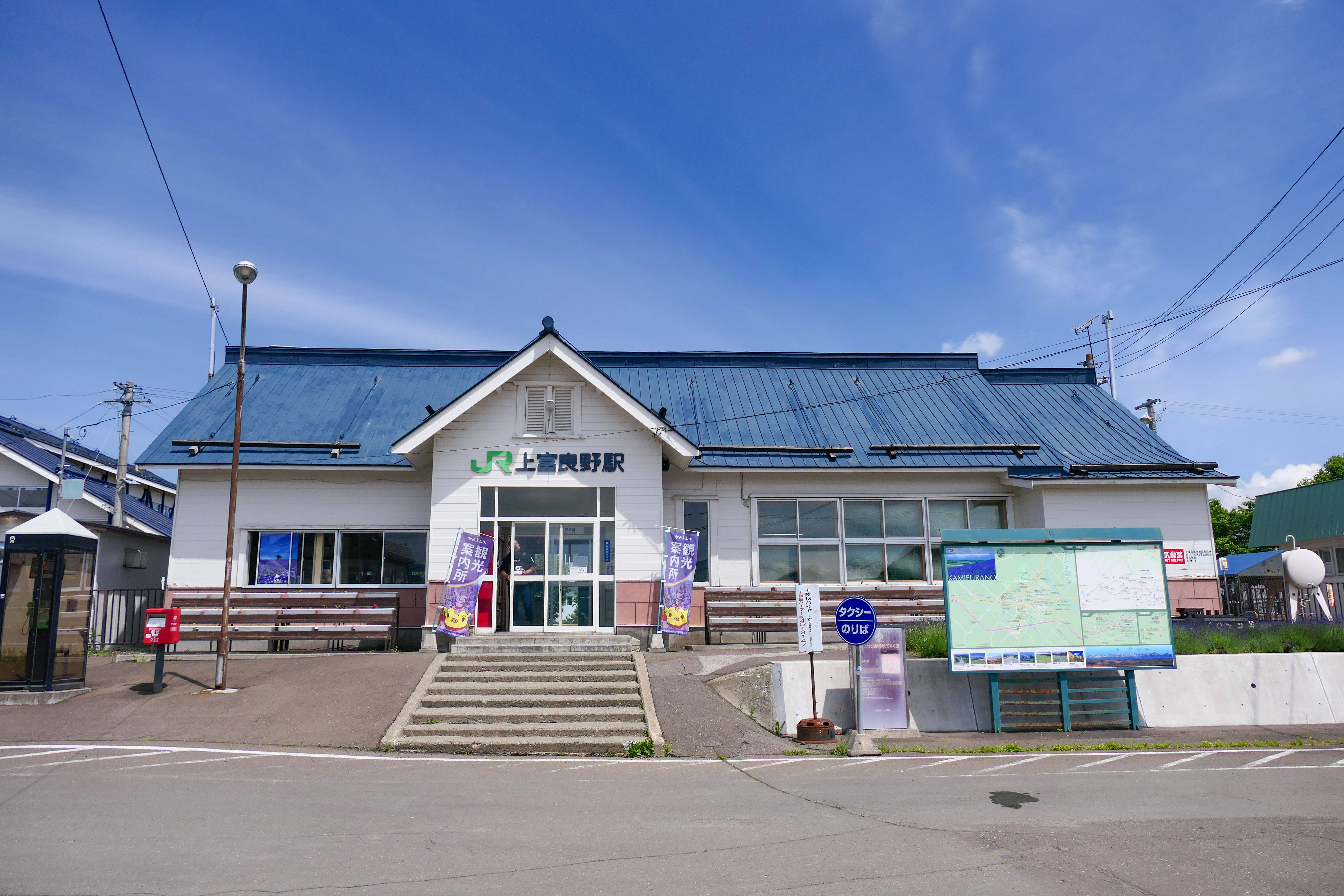
Estació de Furano

### Ferrocarril
- Companyia de Ferrocarrils de Hokkaido (JR Hokkaido)
  - Kami-Furano

### Carretera
- Nacional 237
- Prefectural 70 - Prefectural 291 - Prefectural 298 - Prefectural 299 - Prefectural 353 - Prefectural 581 - Prefectural 759 - Prefectural 851 - Prefectural 966

## Agermanaments
- Camrose, província d'Alberta, Canadà.[7] (5 de setembre de 1985)
- Tsu, prefectura de Mie, Japó.[7] (30 de juliol de 1997)